# 威廉·瑞德菲
威廉·考克斯·瑞德菲（英語：William Cox Redfield；1858年6月18日—1932年6月13日）是美國商人及政治人物，民主黨成員，曾於1913年至1919年擔任首任美國商務部長，服務於伍德羅·威爾遜總統內閣。在出任部長前，他活躍於製造業與商界，並曾任美國眾議院議員，推動工業發展與貿易政策。

## 生平

### 早年

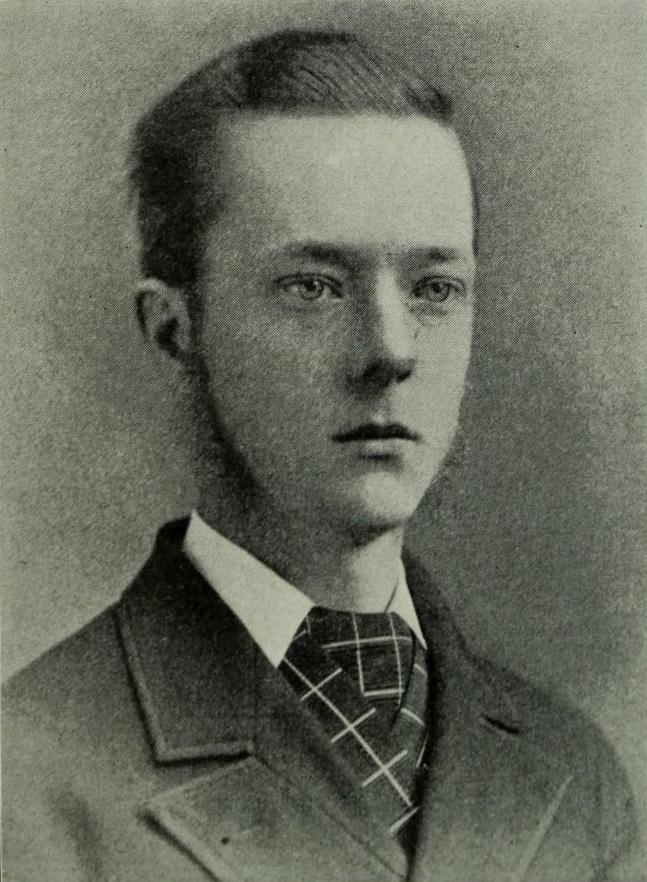
威廉·考克斯·瑞德菲年輕時期的照片

威廉·考克斯·瑞德菲於1858年6月18日出生於美國紐約州奧爾巴尼。他在當地的公立學校接受基礎教育，隨後進入商業領域工作。青年時期的瑞德菲先後從事紙品推銷、印刷業及鋼鐵製造等行業，並積累了豐富的企業管理與製造經驗。這段商界歷練，為他日後在政治與政府部門推動工業發展政策奠定了基礎。

### 商業與政治起步

瑞德菲爾德（中排左二）與美國商務部駐外商務專員合影，攝於1910年代

在進入政界前，威廉·考克斯·瑞德菲已在紐約市的製造業界建立起穩固地位。他曾任多家鋼鐵與機械製造公司的高層管理人員，並在銀行與保險業擔任董事職務，累積了廣泛的商業與財務經驗。
他積極參與商會與工業協會的活動，主張提升美國製造業在國際市場的競爭力，並支持政府在對外貿易、技術標準化及出口推廣上的角色。
1902年至1903年間，瑞德菲擔任布魯克林公共工程署署長，期間致力於改善基礎設施與城市規劃，獲得地方政界與商界的關注。此後，他以民主黨候選人身份投入國會選舉，並於1911年當選為美國眾議院議員，代表紐約州第五選區。在國會任職期間，他特別關注工業政策、關稅制度及交通基礎建設，為日後出任美國商務部長奠定政策基礎。

### 商務部長任期

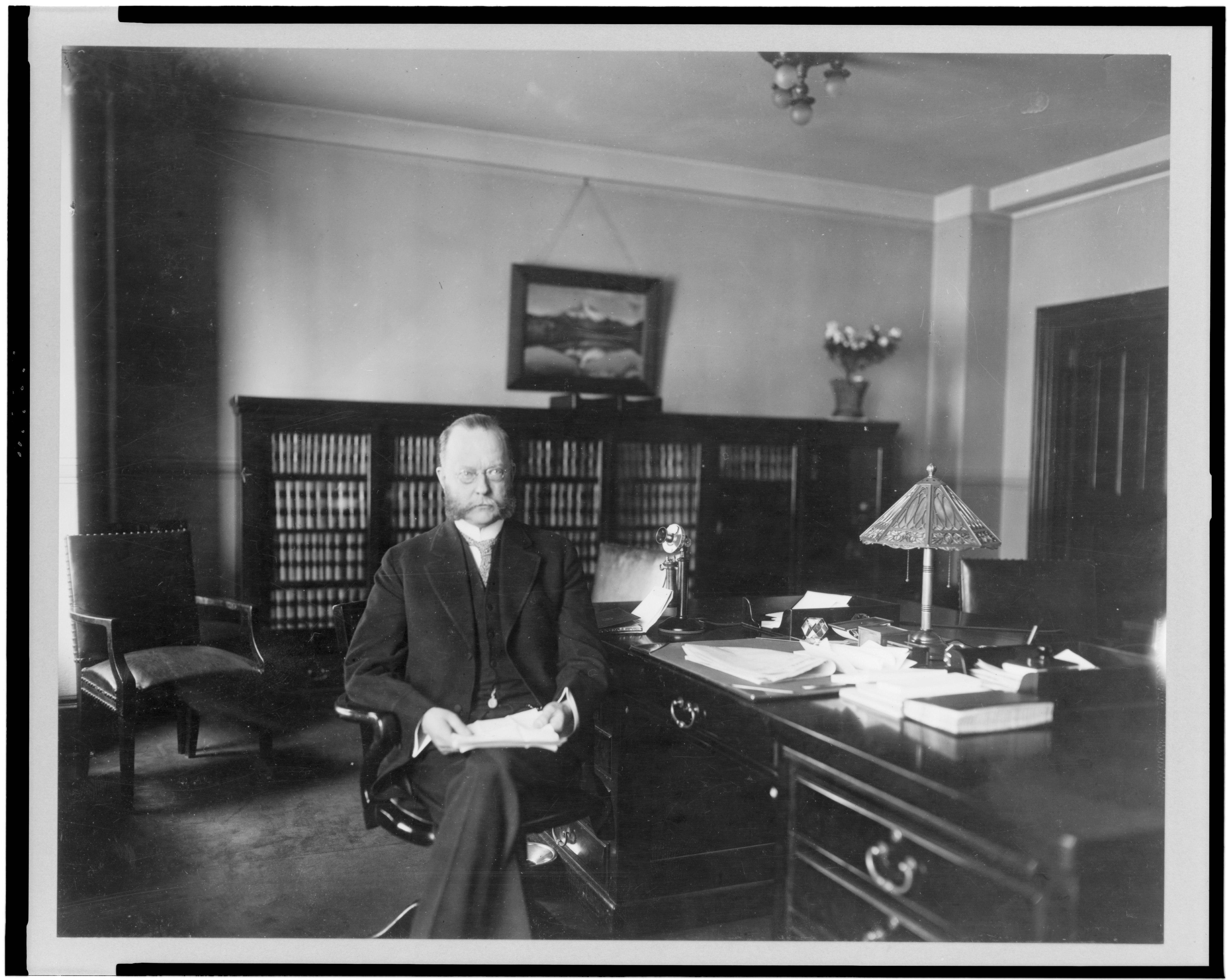
瑞德菲在辦公室

1913年3月5日，總統伍德羅·威爾遜任命威廉·考克斯·瑞德菲為新成立的美國商務部首任部長。在任內，他積極推動美國工業與商業的現代化，特別是在貿易統計、製造業標準化與出口市場開拓方面建立制度基礎。瑞德菲主張政府應協助美國企業進入國際市場，並加強與海外駐外商務專員的協調，以促進貿易往來。
第一次世界大战期間，他領導商務部協助戰時經濟調度，確保關鍵物資與工業生產滿足軍需，同時維護國內民生供應。瑞德菲也支持建立更完善的海運與港口管理系統，以加快物資運輸效率。
1919年10月31日，瑞德菲辭去商務部長職務，結束六年多的任期。離任後，他將經歷整理成著作，闡述其對美國經濟政策與工業發展的看法。

### 卸任後與晚年
1919年10月31日，威廉·考克斯·瑞德菲辭去美國商務部長一職，理由是希望返回私人事業領域，並對戰後美國經濟與產業政策提出更多獨立見解。卸任後，他撰寫多本著作，包括《The New Industrial Day》（1919年）與《We and the World》（1924年），闡述其在政府服務期間的經驗，以及對美國製造業國際競爭力與對外貿易的政策建議。
瑞德菲晚年持續參與工業與商業協會活動，並擔任多家企業的顧問，專注於推動標準化生產與出口市場拓展。他亦不時發表公開演講，呼籲美國企業重視生產效率、科技創新與海外市場開發。
1932年6月13日，瑞德菲在紐約州紐約市逝世，享年73歲。他的葬禮在紐約舉行，並由多位前政府官員、商界人士及工業領袖出席，以表彰其對美國商業與工業發展的貢獻。

## 個人生活

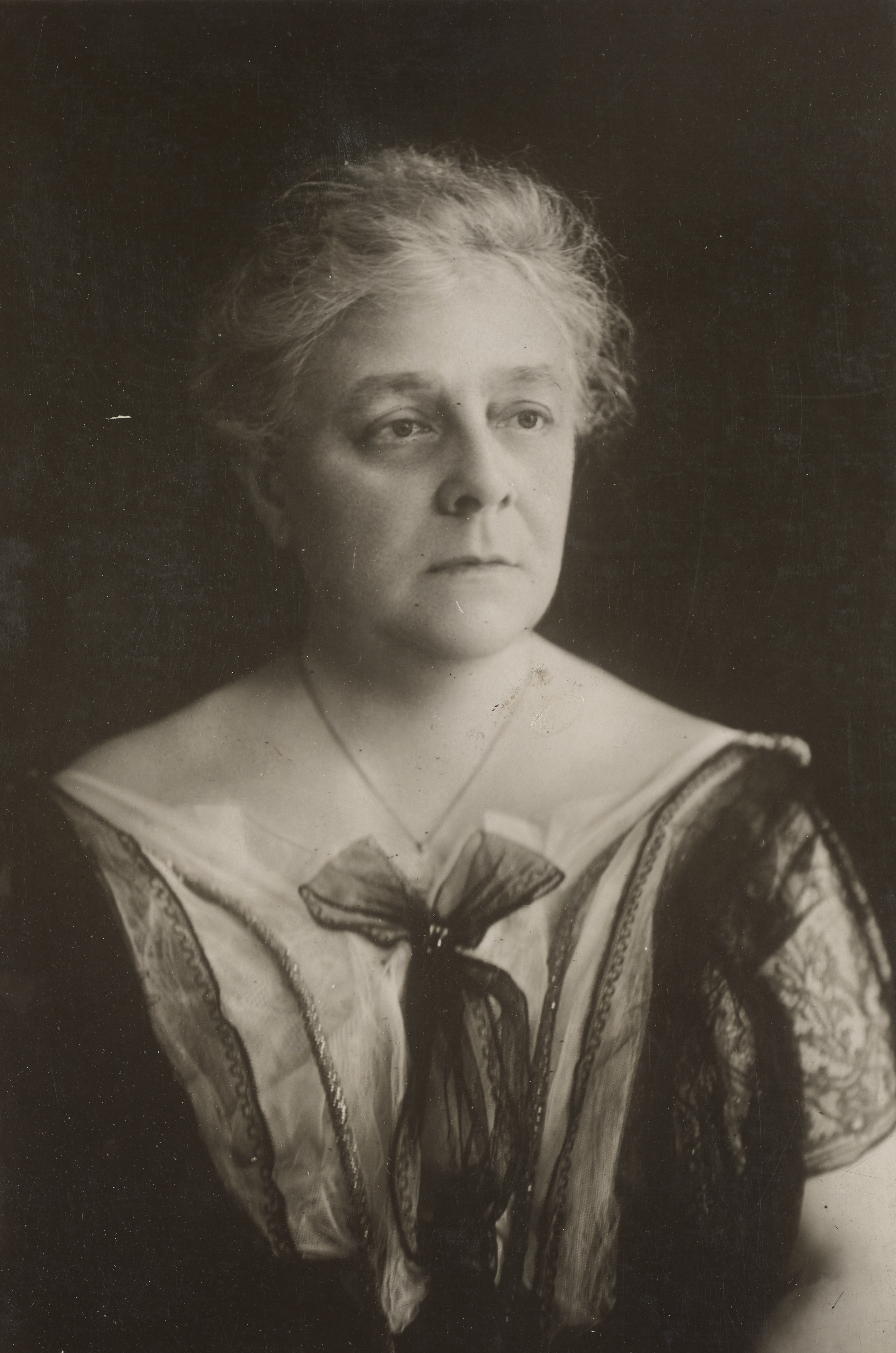
瑞德菲的妻子

威廉·考克斯·瑞德菲婚後與妻子共同生活於紐約州，兩人育有子女。他的妻子活躍於華盛頓特區的社交圈與慈善活動，經常在內閣成員配偶的公共場合亮相，並參與紅十字會及其他公益組織的籌款事務。